# (73771) 1994 PR14
(73771) 1994 PR14 – planetoida z pasa głównego asteroid okrążająca Słońce w ciągu 4,3 lat w średniej odległości 2,64 j.a. Odkryta 10 sierpnia 1994 roku.